# Севеж
Сіверж (пол. Siewierz) — місто в південній Польщі, на річці Чорна Пшемша.  Знаходиться у Домбровському вугільному басейні. Належить до Бендзинського повіту Сілезького воєводства.

## Історія
- 1312 — 1795: столиця Севежського князівства.

## Демографія
Демографічна структура станом на 31 березня 2011 року:
|          | Загалом | Допрацездатний вік | Працездатний вік | Постпрацездатний вік |
| -------- | ------- | ------------------ | ---------------- | -------------------- |
| Чоловіки | 2652    | 459                | 1861             | 332                  |
| Жінки    | 2862    | 446                | 1712             | 704                  |
| Разом    | 5514    | 905                | 3573             | 1036                 |